# Mikkel Riber
Mikkel Riber (født 14. februar 1977 i Aarhus) er en dansk professionel bassist og en af de mest benyttede live- og sessionmusikere i Danmark. Har spillet med navne som Rasmus Seebach, Lars H.U.G, Burhan G, Lis Sørensen, Sigurd Barrett, Aura (sanger), Michael Learns To Rock, Bentzon Brotherhood, Jan Glæsels Orkester, Alexander Grandjean, Mette Juul, Charlotte Skadhauge og Danmarks Underholdningsorkester.
Mikkel Riber er fast bassist hos Lis Sørensen, Aura (sanger), Mette Juul, Charlotte Skadhauge og Sigurd Barrett

## Historie
Mikkel Riber blev født i Aarhus af forældre, der begge var organister. Han er søn af domorganist Anders Riber. Som 5-årig begyndte han at spille violin, og begyndte nogle år efter i folkeskolen at spille både trommer, guitar og derefter bas. Han er uddannet ved Rytmisk Musikkonservatorium i København.

## Projekter
Riber har udgivet solopladen Music For Bass, der er indspillet udelukkende på bas, og har med guitaristen Andreas Lund duoen Laundry Bear.